# Odile Duboc
Pour les articles homonymes, voir Duboc.
Odile Duboc, née le 23 juillet 1941 à Versailles et morte le 23 avril 2010 à Paris 12e,,, est une danseuse, chorégraphe et pédagogue française de danse contemporaine.

## Biographie
Danseuse classique puis pédagogue autodidacte à Aix-en-Provence, Odile Duboc a enseigné dans son école Les Ateliers de la danse dans les années 1970,. Elle crée à Paris en 1983 l'association « Contre jour », avec sa complice et conceptrice des lumières Françoise Michel. En 1990 – et jusqu'à la fin 2008 –, elle dirige le Centre chorégraphique national de Franche-Comté à Belfort où lui succède Joanne Leighton. En 1993, elle crée le spectacle Projet de la matière qui fera date dans l'histoire de la nouvelle danse française. Elle est dès lors reconnue comme une chorégraphe importante de la danse française, et met en scène de nombreux spectacles et opéras pour différentes institutions (notamment pour le Centre national de danse contemporaine d'Angers.
Elle meurt le 23 avril 2010 à l'âge de 69 ans, des suites d'un cancer.

## Principales chorégraphies
- 1980 : Un ballet pour demain
- 1981 : Langages clandestins
- 1981 : Vols d'oiseaux pour le festival Danse d'Aix-en-Provence
- 1989 : Insurrection
- 1992 : Retours de scène pour le ballet de l'opéra de Paris
- 1993 : Projet de la matière
- 1996 : Trois boléros
- 1998 : Comédie
- 1998 : Rhapsody in Blue pour le ballet de l'opéra de Paris
- 1999 : Thaïs sur un livret de Jules Massenet qui recevra le Prix SACD de la danse.
- 2001 : Le pupille veut être tuteur
- 2001 : Cadmus et Hermione pour l'académie baroque européenne d'Ambronay
- 2001 : J'ai mis du sable exprès, vite fait, comme ça dans mes chaussures
- 2003 : Pour tout vous dire solo pour elle-même
- 2003 : Fairy Queen
- 2003 : Trio 03
- 2005 : Rien ne laisse présager de l'état de l'eau
- 2005]: Échappée solo pour Ahmed Khemis
- 2006 : Vénus et Adonis pour l'opéra de Nancy
- 2006]: O.D.I.L solo pour elle-même
- 2006]: La Pierre et les Songes
- 2006]: Le Projet de la matière dans le cadre du Festival Paris quartier d'été
- 2007 : Éclats de matière, reprise de Projet de matière dans le cadre du Centre national de la danse.
- 2007 : À cet endroit pour le Ballet de l'opéra de Lyon
- 2008 : Un jour solo pour Marion Ballester

## Ouvrage
- Les Mots de la matière, livre-DVD, éd. Les Solitaires Intempestifs, Besançon, 2012  (ISBN 978-2-84681-369-3).